# Paradisier gorge-d'acier
Ptiloris magnificus
Espèce
Statut de conservation UICN

 LC  : Préoccupation mineure
Statut CITES
Le Paradisier gorge-d'acier (Ptiloris magnificus) est une espèce d'oiseau des forêts tropicales de Nouvelle-Guinée et du nord-est d'Australie.

## Distribution
L'oiseau habite la le centre et l'ouest de la Nouvelle-Guinée et l’Australie (marginal).

## Sous-espèces
D'après la classification de référence (version 5.2, 2015) du Congrès ornithologique international, cette espèce est constituée des sous-espèces suivantes (ordre phylogénique) :
- P. m. magnificus  (Vieillot, 1819) : Nouvelle-Guinée sauf le sud-est.
- P. m. alberti  Elliot, 1871 : île Albany et, de façon sporadique, sur la pointe du cap York dans le nord-est de l’Australie.

Une ancienne sous-espèce est désormais considérée comme une espèce distincte, le Paradisier grondeur (Ptiloris intercedens)

## Habitat
Le ptiloris à gorge d’acier fréquente toute une gamme d’habitats boisés : les forêts de plaines, de collines et de moyennes montagnes, les forêts exposées à la mousson, les boisements marécageux, les forêts-galeries, les lisières de forêts et, occasionnellement, les mangroves et les plantations de bois de construction. L’altitude varie entre 0 et 700 m mais peut atteindre 1 450 m localement.

## Alimentation
Le régime alimentaire se compose de fruits (surtout à capsules) et d’invertébrés (insectes, araignées, myriapodes) avec une prédominance de nourriture animale mais les proportions varient selon les saisons (Frith & Frith 2009). Beehler (1983) a comptabilisé 16 individus se nourrissant sur Chisocheton weinlandii, 8 sur Homalanthus novoguineensis, 7 sur Gastonia spectabilis, 2 sur Ficus odoardi, 1 sur Schefflera sp. et 1 sur Cissus hypoglauca avec une nette prépondérance (24) pour des fruits à capsules. Ottaviani (2012) a montré, photo à l’appui, une femelle ayant capturé un insecte xylophage.

## Mœurs
Il déploie une grande agilité à se déplacer, à grimper verticalement sur les grosses branches ou même à se suspendre dans des positions variées pour capturer des invertébrés dans les frondaisons et sur l’écorce des arbres. Il lui arrive même de marteler et de creuser le bois mort en quête d’insectes xylophages, tel un pic. Il se joint parfois aux bandes de jaseurs néo-guinéens Pomatostomus sp. et de pitohuis Pitohui sp. (Gilliard 1969). Il évolue surtout dans la canopée en quête de fruits et dans l’étage inférieur à la recherche d’invertébrés, s’accrochant aux troncs d’arbres morts pour en extraire les insectes. Des individus constituent parfois des groupes lâches en nourrissage dans des arbres portant des fruits mûrs. Ils peuvent aussi former des groupes mixtes incluant des pitohuis et d’autres espèces de paradisiers. Les ptiloris en plumage femelle sont généralement plus nombreux que ceux en livrée de mâle adulte (Frith & Frith 2009).

## Voix
Les mâles des différentes populations possèdent des cris de signalement différents. En Australie et dans l’ouest et le centre de la Nouvelle-Guinée, l’appel est un woiiieet-woit clair et sonore. Dans le sud-est, il est transcrit comme un hrraah-hraoou avec la première syllabe montante et la seconde descendante. Dans les montagnes Kumawa, la tonalité est plus basse et le son plus guttural, rappelant davantage un ululement. Les cris les plus puissants peuvent porter jusqu’à un kilomètre (Frith & Frith 2009).

## Parade nuptiale
L’arbre de parade, généralement l’un des plus hauts du secteur (30 m), est richement recouvert de vignes grimpantes et pourvu de plantes épiphytes. Le mâle solitaire, perché à une vingtaine de mètres, lance un double wheeow clair et grinçant, la première note plus haute et plus sonore. Les deux sexes émettent un appel similaire mais celui du mâle est plus puissant. Il passe de longs moments à faire retentir son appel. À l’approche d’une femelle, il déploie amplement ses ailes arrondies en rejetant la tête en arrière puis il les ouvre et les referme rapidement en produisant un froissement audible jusqu’à une centaine de mètres. Une deuxième forme de la parade consiste à étaler largement les ailes, rejeter la arrière et de côté, exhiber son plastron irisé et se figer dans cette position. Une troisième forme a été décrite : le mâle déploie les ailes, rejette la tête en arrière pour exhiber son plastron tout en se balançant de droite à gauche. La femelle, qui lui fait face, déploie également ses ailes et imite ses gestes. Enfin, le mâle poursuit la femelle à travers les arbres puis ils s’accouplent (Gilliard 1969, Ottaviani 2012).

## Nidification
Le nid consiste en une grosse coupe de sarments de vignes et de feuilles mortes lâchement assemblés, avec parfois des frondes de fougères épiphytes, tapissée intérieurement de fines fibres de feuilles. Les emplacements de nid inventoriés en Australie peuvent être aussi la base des palmes d’un pandanus ou des frondes d’une fougère épiphyte ou encore dans la cépée d’un tronc brisé entre 0,5 et 16 m de hauteur. La ponte compte un ou deux œufs, le plus souvent deux (Ottaviani 2012).

## Statut, conservation
L’espèce est très commune et semble même manifester une certaine tolérance aux forêts exploitées par l’homme. Elle n’est donc soumise à aucune menace dans un proche avenir (Frith & Frith 2009).